# Bruce Kingsbury

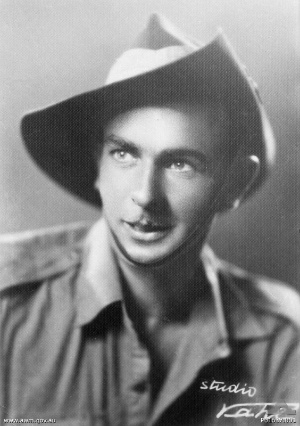
Bruce Kingsbury

Bruce Steel Kingsbury (* 8. Januar 1918 in Melbourne, Australien; † 29. August 1942 in Isurava, Papua-Neuguinea) war während des Zweiten Weltkriegs ein Soldat bei den australischen Streitkräften. Anfangs war er im Nahen Osten stationiert; später wurde er für seine Taten während der Schlacht bei Isurava bekannt. Sein Mut im Kampf wurde mit dem Victoria-Kreuz, der höchsten Kriegsauszeichnung für „herausragende Tapferkeit im Angesicht des Feindes“, die Mitgliedern der britischen Armee und der Streitkräfte des Commonwealth verliehen werden kann, belohnt. Kingsbury, der erste Soldat, der diese Auszeichnung für Taten auf australischem Territorium bekommen hatte, war im 2/14. Infanterie-Bataillon.
Am 29. August 1942 war Kingsbury einer der Überlebenden der Schlacht bei Isurava, als ein Platoon von japanischen Streitkräften angegriffen wurde. Danach meldete er sich sofort freiwillig, einem anderen Platoon beizutreten, das den Gegenangriff durchführen sollte. Beim Vorrücken feuerte er mit seinem Maschinengewehr Bren von der Hüfte aus, bahnte sich einen Weg durch die Gegner und fügte diesen mehrere Verluste zu. Kingsbury fiel dann zu Boden und wurde durch einen japanischen Scharfschützen getötet. Seine Taten, die die Japaner lange genug aufhielten, dass die Australier ihre Stellung festigen konnten, waren hilfreich beim Erhalten des Hauptquartiers seines Bataillons und wurden postum mit dem Victoria-Kreuz belohnt.